# Ceca de Venecia
La ceca de Venecia, es un edificio público histórico italiano. Fue la fábrica de moneda de la República de Venecia. Situado en el sestiere de San Marcos en Venecia, se encuentra en el muelle marciano y, en la actualidad, es sede de la Biblioteca Marciana.

## Historia
La ceca de Venecia se trasladó de Rialto (distrito de San Polo), donde se encontraba desde el siglo IX, a San Marcos en 1277 y, a mediados del siglo XVI, adquirió el actual edificio, proyectado por Jacopo d'Antonio Sansovino . El objetivo de la mudanza fue facilitar el control de la fábrica de moneda por Consejo Mayor de la República. Desde el siglo XV la ceca veneciana acuñaba hasta dos millones de monedas al año entre ducados de oro y ducados de plata. Su actividad se mantuvo bajo la dominación de los Habsburgo, para cesar en 1870, tras la anexión e Venecia al Reino de Italia.
El edificio fue construido entre 1537 y 1545 para ser la sede de la ceca de la República. Se levantó en piedra de Istria con formas contundentes sobre una planta cuadrada, con la fachada principal frente al muelle de San Marcos y la posterior de cara a un patio interior con 40 arcos donde de desarrollaba la actividad de acuñación de monedas. Consecuentemente a la actividad de fundición de metales, que generaba temperaturas elevadas, no se utilizó madera en la construcción del edificio para evitar el riesgo de incendio.

## Descripción
El edificio se desarrolla en dos partes. La fachada principal, de cara al muelle de San Marcos, conformada como un amplio atrio, y la fachada interna, desarrollada en torno a un patio rectangular. La zona interna está constituida por arcos y almohadillados sobre pilastras y lesenas que sostienen el arquitrabe.
La fachada principal posee un notable interés plástico, estructural y compositivo. Inicialmente concebido con dos alturas, el desarrollo posterior infringe la norma tradicional compositiva de una planta baja almohadillada, con motivos de órdenes arquitectónicos en los niveles superiores, eligiendo una solución intermedia y equidistante entre lo natural y lo artificioso.
En la planta a nivel del suelo destaca el símbolo del "cofre"; en la primera planta hay semicolumnas almohadilladas sujetando un arquitrabe doble.
La segunda planta se añadió más adelante, seguramente con un proyecto del propio Sansovino.
Exteriormente se encuentran elementos del lenguaje clásico, con notables variaciones constructivas y estructurales, propias del manierismo.